# Vattenfall Cyclassics 2006
La Vattenfall Cyclassics 2006 fou l'11a edició de la cursa ciclista Vattenfall Cyclassics. Fins a l'edició anterior la cursa s'havia anomenat HEW Cyclassics, prenent a partir d'aquesta edició el nom de Vattenfall Cyclassics. Es va disputar el 30 de juliol de 2006 sobre una distància de 250,5 quilòmetres, sent la divuitena prova de l'UCI ProTour de 2006. El vencedor fou l'espanyol Óscar Freire (Rabobank ProTeam), que s'imposà a l'esprint a Erik Zabel i Filippo Pozzato.

## Resultats
|    | Ciclista                | Equip                 | Temps      |
| -- | ----------------------- | --------------------- | ---------- |
| 1  | Óscar Freire (ESP)      | Rabobank ProTeam      | 5h 30' 03" |
| 2  | Erik Zabel (GER)        | Team Milram           | m. t.      |
| 3  | Filippo Pozzato (ITA)   | Quick Step-Innergetic | m. t.      |
| 4  | Nick Nuyens (BEL)       | Quick Step-Innergetic | m. t.      |
| 5  | Gerald Ciolek (GER)     | Team Wiesenhof-AKUD   | m. t.      |
| 6  | Grégory Rast (SUI)      | Phonak                | m. t.      |
| 7  | Samuel Dumoulin (FRA)   | AG2R Prévoyance       | m. t.      |
| 8  | Giuliano Figueras (ITA) | Lampre-Fondital       | m. t.      |
| 9  | Danilo Napolitano (ITA) | Lampre-Fondital       | m. t.      |
| 10 | Manuele Mori (ITA)      | Saunier Duval-Prodir  | m. t.      |